# 1384
| [ Edytuj tabelę ]                          | |
| Król Polski                                | - 1382 bezkrólewie 1384 - 1384 Jadwiga Andegaweńska 1399                                                       |
| Współksiążęta Andory                       | - 1370 Berenguer d'Erill i de Pallars 1387 - 1343 Gaston III 1391                                              |
| Król Anglii                                | - 1377 Ryszard II 1399                                                                                         |
| Król Aragonii i Walencji, hrabia Barcelony | - 1336 Piotr IV Aragoński 1387                                                                                 |
| Władca Azteków                             | - 1376 Acamapichtli 1395                                                                                       |
| Elektor Brandenburgii                      | - 1378 Zygmunt Luksemburski 1388                                                                               |
| Książę Bawarii-Ingolstadt                  | - 1375 Stefan III 1413                                                                                         |
| Książę Bawarii-Landshut                    | - 1375 Fryderyk 1393                                                                                           |
| Książę Bawarii-Monachium                   | - 1375 Jan II 1397                                                                                             |
| Książę Burgundii                           | - 1364 Filip II Śmiały 1404                                                                                    |
| Cesarz Bizancjum                           | - 1379 Jan V Paleolog 1390                                                                                     |
| Car Bułgarii                               | - 1371 Iwan Szyszman 1393 - 1356 Iwan Stracimir 1396                                                           |
| Cesarz Chin                                | - 1368 Hongwu 1398                                                                                             |
| Król Cypru                                 | - 1382 Jakub I 1398                                                                                            |
| Król Czech                                 | - 1378 Wacław IV Luksemburski 1419                                                                             |
| Król Danii                                 | - 1376 Olaf Haakonsson 1387                                                                                    |
| Władca Egiptu                              | - 1382 Barkuk 1389                                                                                             |
| Cesarz Etiopii                             | - 1382 Dawid I 1413                                                                                            |
| Król Francji                               | - 1380 Karol VI 1422                                                                                           |
| Król Gruzji                                | - 1360 Bagrat V Wielki 1393                                                                                    |
| Hrabia Holandii                            | - 1358 Albert 1404                                                                                             |
| Cesarz Japonii                             | - 1383 Go-Kameyama 1392                                                                                        |
| Kalif                                      | - 1383 Al-Wathiq II 1386                                                                                       |
| Król Kastylii i Leónu                      | - 1379 Jan I 1390                                                                                              |
| Patriarcha Konstantynopola                 | - 1379 Nil Kerameus 1388                                                                                       |
| Władca Korei                               | - 1374 U 1388                                                                                                  |
| Wielki książę litewski                     | - 1382 Jagiełło 1400                                                                                           |
| Cesarz Majapahitu                          | - 1350 Hajam Wuruk 1389                                                                                        |
| Sułtan Maroka                              | - 1372 Abu al-Abbas Ahmad 1384 - 1384 Muhammad IV 1386                                                         |
| Książę Mediolanu                           | - 1354 Bernabò 1385 - 1378 Giovanni Galeazzo 1402                                                              |
| Wielki książę moskiewski                   | - 1359 Dymitr Doński 1389                                                                                      |
| Król Nawarry                               | - 1349 Karol II Zły 1387                                                                                       |
| Król Norwegii                              | - 1380 Olaf Haakonsson 1387                                                                                    |
| Elektor Palatynatu                         | - 1356 Ruprecht I 1390                                                                                         |
| Papież awinioński                          | - 1378 Klemens VII 1394                                                                                        |
| Papież                                     | - 1378 Urban VI 1389                                                                                           |
| Król Portugalii                            | - 1383 Jan I (regent) 1385                                                                                     |
| Cesarz Rzymski (niemiecki)                 | - 1378 Wacław IV Luksemburski 1400                                                                             |
| Kapitanowie Regenci San Marino             | - 1384 Samperino di Giovanni Martino di Guerolo de Pistori 1384 - 1384 Paolo di Ceccolo Benetino di Fosco 1384 |
| Książę Serbii                              | - 1371 Łazarz I Hrebeljanović 1389                                                                             |
| Elektor Saksonii                           | - 1370 Wacław 1388                                                                                             |
| Król Szkocji                               | - 1371 Robert II 1390                                                                                          |
| Król Szwecji                               | - 1364 Albrecht Meklemburski 1389                                                                              |
| Król Tajlandii                             | - 1370 Pha Ngua 1388                                                                                           |
| Sułtan Turków                              | - 1360 Murad I 1389                                                                                            |
| Doża Wenecji                               | - 1382 Antonio Veniero 1400                                                                                    |
| Król Węgier                                | - 1382 Maria Andegaweńska 1395                                                                                 |
| Wielki mistrz zakonu krzyżackiego          | - 1382 Konrad Zöllner von Rotenstein 1390                                                                      |

Rok 1384 / MCCCLXXXIV
stulecia: XIII wiek ~
XIV wiek ~
XV wiek

lata: 1374 «
1379 «
1380 «
1381 «
1382 «
1383 «
1384
» 1385
» 1386
» 1387
» 1388
» 1389
» 1394

## Wydarzenia w Polsce
- 2 marca – podczas zjazdu szlachty w Radomsku podjęto decyzję o powierzeniu tronu polskiego Jadwidze Andegaweńskiej.
- 16 października – na Wawelu miała miejsce koronacja Jadwigi Andegaweńskiej na króla Polski.

- Władysław Opolczyk ofiarował paulinom z Częstochowy ikonę z wyobrażeniem Najświętszej Marii Panny.

## Wydarzenia na świecie
- 30 stycznia – podpisano w Królewcu dokument, zgodnie z którym Witold oddawał zakonowi krzyżackiemu Żmudź aż po Niewiażę i całą Kowieńszczyznę.
- 6 kwietnia – wojska portugalskie pokonały kastylijskich najeźdźców w bitwie pod Atoleiros.
- W czerwcu wyprawa krzyżacka zdobyła Kowno, a Witold uznał się za lennika zakonu krzyżackiego.

- Miało miejsce oblężenie Lizbony przez armię kastylijską.
- Włączenie Hr. Flandrii do Burgundii.

## Urodzili się
- Franciszka Rzymianka, włoska mistyczka, święta katolicka (zm. 1440)

## Zmarli
- 31 grudnia – John Wycliffe, angielski teolog i reformator Kościoła (ur. ok. 1329)